# Ogar
Ogar (izvirno srbsko Огар) je naselje v Srbiji, ki upravno spada pod Občino Pećinci; slednja pa je del Sremskega upravnega okraja.

## Demografija
V naselju živi 875 polnoletnih prebivalcev, pri čemer je njihova povprečna starost 37,9 let (37,0 pri moških in 38,8 pri ženskah). Naselje ima 323 gospodinjstev, pri čemer je povprečno število članov na gospodinjstvo 3,54.
To naselje je, glede na rezultate popisa iz leta 2002, večinoma srbsko, a v času zadnjih 3 popisov je opazen porast števila prebivalcev.
|  |

| Demografija | Demografija     | Demografija     |
| Leto        | Št. prebivalcev | Št. prebivalcev |
| ----------- | --------------- | --------------- |
|             |                 |                 |
|             |                 |                 |
|             |                 |                 |
|             |                 |                 |
| 1948        | 932             |                 |
| 1953        | 1030            |                 |
| 1961        | 1157            |                 |
| 1971        | 1119            |                 |
| 1981        | 1096            |                 |
| 1991        | 1111            | 1106            |
| 2002        | 1143            | 1143            |
|             |                 |                 |

| Etnična sestava po popisu iz leta 2002 | Etnična sestava po popisu iz leta 2002 | Etnična sestava po popisu iz leta 2002 | Etnična sestava po popisu iz leta 2002 | Etnična sestava po popisu iz leta 2002 |
| -------------------------------------- | -------------------------------------- | -------------------------------------- | -------------------------------------- | -------------------------------------- |
| Srbi                                   | Srbi                                   |                                        | 1.115                                  | 97,55%                                 |
| Romi                                   | Romi                                   |                                        | 7                                      | 0,61%                                  |
| Hrvati                                 | Hrvati                                 |                                        | 4                                      | 0,34%                                  |
| Slovaki                                | Slovaki                                |                                        | 3                                      | 0,26%                                  |
| Črnogorci                              | Črnogorci                              |                                        | 2                                      | 0,17%                                  |
| Rusi                                   | Rusi                                   |                                        | 2                                      | 0,17%                                  |
| Muslimani                              | Muslimani                              |                                        | 2                                      | 0,17%                                  |
| Jugoslovani                            | Jugoslovani                            |                                        | 2                                      | 0,17%                                  |
| Madžari                                | Madžari                                |                                        | 1                                      | 0,08%                                  |
| Neznano                                | Neznano                                |                                        | 3                                      | 0,26%                                  |